# Vähäjärvi (sjö i Lappland, lat 65,88, long 25,35)
Vähäjärvi är en sjö i Finland. Den ligger i kommunen Simo i landskapet Lappland, i den norra delen av landet, 600 km norr om huvudstaden Helsingfors. Vähäjärvi ligger 82 meter över havet. Arean är 3,5 hektar och strandlinjen är 0,95 kilometer lång. Sjön  ingår i Simo älvs huvudavrinningsområde. 